# Phlebotomized
Phlebotomized (v překladu Puštěno žilou) je nizozemská metalová kapela založená roku 1989 v nizozemském městě Rozenburg pod názvem Bacterial Disease. V roce 1990 se přejmenovala na Phlebotomized.
Hraje mix doom metalu a death metalu. Řadí se mezi první nizozemské death metalové skupiny vedle např. Gorefest, Sinister, Asphyx a Pestilence.
První studiové album se jmenuje Immense Intense Suspense a vyšlo po určitých průtazích až v roce 1994.

## Diskografie

### Dema
- Demo-tape (1991)
- Devoted to God (1992)[1]
- Advance Studiomix '94 (1994)

### Studiová alba
- Immense Intense Suspense (1994)[1]
- Skycontact (1997)

### EP
- In Search of Tranquillity (1992)[1]
- Preach Eternal Gospels (1993)[1]

### Kompilace
- Devoted to God / Preach Eternal Gospels (2013)
- Immense Intense Suspense / Skycontact (2014)